# Vašírov
Vašírov je vesnice, část obce Lány v okrese Kladno ve Středočeském kraji. V roce 2011 zde trvale žilo 154 obyvatel.

## Název
Název vesnice je odvozen z osobního jména Vašír ve významu Vašírův dvůr. Jméno Vašír vychází z německého slova Wascher, tj. ten, kdo propírá rudu ale také tlachá nebo žvaní. V historických pramenech se název objevuje ve tvarech: Wassyerzow (1406), pod Wasserzowem (1473), Wassyrow (1558), pode vsí Wassirowem (1582), Wasserow i Waressow (1654) a Waschirow (1845).

## Historie
První písemná zmínka o vesnici pochází z roku 1406.

## Přírodní poměry
Mezi vesnicí a silnicí II/606 se nachází prameniště Tuchlovického potoka. V nivě se vytvořilo ložisko rašeliny. Po roce 1786, kdy o něm úředník Matyáš Michal Danielis informoval vrchnost, byla rašelina těžena jako palivo. V roce 1929 začal rašeliniště zkoumat Karl Rudolph, který v Česku zaváděl metodu pylové analýzy. Pyl uložený ve vašírovské rašelině umožňuje sledovat druhové složení dřevin do doby před dvanácti tisíci lety.

## Obyvatelstvo
| Rok            | 1869 | 1880 | 1890 | 1900 | 1910 | 1921 | 1930 | 1950 | 1961 | 1970 | 1980 | 1991 | 2001 | 2011 | 2021 |
| -------------- | ---- | ---- | ---- | ---- | ---- | ---- | ---- | ---- | ---- | ---- | ---- | ---- | ---- | ---- | ---- |
| Počet obyvatel | 197  | 133  | 141  | 182  | 226  | 197  | 250  | 225  | 211  | 181  | 155  | 128  | 126  | 154  | 183  |
| Počet domů     | 24   | 24   | 25   | 28   | 29   | 31   | 47   | 63   | 63   | 62   | 48   | 57   | 60   | 63   | 65   |

## Pamětihodnosti
- Ve vsi se nachází socha Jany Krausové nazvaná Průhled, která vznikla v roce 2010 v Lánech v rámci sochařského symposia.
- Hřbitov

## Významní rodáci
- Karel Hajniš, profesor anatomie, odborný publicista [9]